# Barbara Abraham-Shrauner
Barbara Wayne Abraham-Shrauner es una física, matemática aplicada e ingeniera eléctrica estadounidense.

## Biografía
Se graduó en la Universidad de Colorado en 1956. Obtuvo una maestría de la Universidad de Harvard en 1957 y completó su doctorado. allí en 1962.
Se unió al cuerpo docente de la Universidad Washington en San Luis en 1966, después de una investigación postdoctoral en la Universidad Libre de Bruselas y el Centro de Investigación Ames de la NASA, y se retiró del servicio de tiempo completo en 2003 en la Universidad de Washington, donde continúa afiliada como profesora titular de medio tiempo del Departamento de Ingeniería Eléctrica y de Sistemas.
Es conocida por su investigación sobre magnetohidrodinámica y fenómenos del plasma, incluido el modelado matemático de choques y ondas de Alfvén, la observación del viento solar y aplicaciones al grabado con plasma de semiconductores, así como en simetrías ocultas y simetrías no locales en ecuaciones diferenciales.

### Vida personal
Abraham-Shrauner estaba casada con James Ely Shrauner (1933-2015), profesor de física en la Universidad de Washington.

## Reconocimiento
Fue nombrada miembro de la Sociedad Estadounidense de Física (APS) en 1999, después de una nominación de la División de Física del Plasma de la APS, "por importantes contribuciones teóricas a una amplia gama de temas sobre plasma, que incluyen: plasmas espaciales, dinámica no lineal, y procesamiento de plasma".